# Ascogrammitis loxensis
Ascogrammitis loxensis är en stensöteväxtart som beskrevs av Michael Sundue. Ascogrammitis loxensis ingår i släktet Ascogrammitis och familjen Polypodiaceae. Inga underarter finns listade.